# Бекман, Пер
Пер Бекман (родился 22 июля 1950, Сурахаммар, лен Вестманланд, Швеция) — шведский хоккеист, хоккейный тренер, ранее возглавлявший национальную сборную Дании.

## Биография
Начинал свою карьеру в команде из родного города Сурахаммар. До 20 лет параллельно играл в футбол. В качестве игрока прославился благодаря выступлениям за «Ферьестад», с которым он становился серебряным призёром чемпионата Швеции по хоккею. В 1972/73 годах сыграл 13 матчей за вторую сборную Швеции.
В качестве тренера работал с клубами: «Оскарсхамн» (1978—1981), «Весбю» (1981—1983), АИК (1983—1987), «Ферьестад» (1987—1988), Цуг и «Клотен» (оба — Швейцария) (1988—1989), «Ферьестад» (1993—1997), МОДО (1997—2001, 2017), «Вестерос» (2003—2007), «Фрелунда» (2007—2008).
С 2008 по 2013 гг. тренировал сборную Дании. Под его руководством датчане добились наивысшего успеха, выйдя в 1/4 финала Чемпионате мира 2010 года в Германии.
В сезоне 2014/15 являлся консультантом тренерского штаба «Вестероса».

## Достижения

### Командные
- Чемпион Швеции (3): 1983/1984, 1987/1988, 1996/1997.

### Личные
- Лучший шведский хоккейный тренер года (1): 1996/1997.